# August Encke
August Encke (* 9. Juli 1794 in Hamburg; † 26. Juni 1860 in Berlin) war ein preußischer Generalleutnant.

## Leben

### Herkunft
Er war der Sohn des Archidiakons an der Hauptkirche Sankt Jacobi August Johann Michael Encke (1749–1795) und dessen Ehefrau Maria Elisabeth, geborene Misler (1755–1811). Sie war die Tochter des Oberaltensekretärs Johann Gottfried Misler (1720–1789). Friedrich Encke, Pastor in Eutin, und Franz Encke, Astronom und Direktor der Berliner Sternwarte, waren seine Brüder.

### Militärkarriere
Als die russischen Truppen im März 1813 in seine Vaterstadt eingerückt waren, trat Encke in die Reitende Artillerie der Hanseatischen Legion und nahm mit diesen unter General von Wallmoden am Feldzug an der Niederelbe teil. Als der Pariser Frieden 1814 beschlossen wurde, erhielt Encke die Silberne Hanseatische Denkmünze. Am 1. September 1814 verabschiedet man ihn als Oberleutnant aus dem Militärdienst.
Als Napoleon aus Elba wiederkehrte, trat Encke in preußische Dienste. Er absolvierte hierzu die vorgeschriebene Prüfung und schnitt so gut ab, dass er als Premierleutnant bei der Artillerie angestellt wurde. Er erlernte zuerst den praktischen Dienst in Graudenz und kam dann zur 1. Artilleriebrigade nach Königsberg. Im Jahr 1818 zum Hauptmann befördert, wurde er zur 6. Artilleriebrigade nach Schlesien versetzt. 1834 ging er in das Kriegsministerium nach Berlin, wurde 1837 zum Major befördert und als solcher ab 1839 Abteilungskommandeur in Luxemburg. 1844 wurde er als Brigadier in der 1. Brigade eingesetzt und bald darauf 1845 zum Oberstleutnant ernannt. Zwei Jahre später wurde er als Chef des Generalstabes der Generalinspektion der Artillerie nach Berlin berufen und 1848 zum Oberst befördert. 1852 zum Generalmajor ernannt, wurde er Inspekteur der 4. Artillerieinspektion in Koblenz, 1854 Inspekteur der 2. Artillerieinspektion in Berlin und zeitgleich Präses der Artillerie-Prüfungskommission, welche zu der Zeit die Einführung gezogener Geschütze untersuchte. Nach langen theoretischen Untersuchungen und praktischen Erprobungen, welche unter Encke stattfanden, wurden diese 1858 in der preußischen Armee eingeführt. Im Jahr zuvor war Encke zum Generalleutnant aufgestiegen. In Würdigung seiner Verdienste wurde Encke am 11. Januar 1859 mit dem Stern zum Roten Adlerorden II. Klasse mit Eichenlaub ausgezeichnet.
1860 fand man Encke tot an seinem Schreibtisch in Berlin sitzend. Er wurde nach seinem Tod am 29. Juni 1860 auf dem Invalidenfriedhof beigesetzt.
Am 27. Januar 1889 verlieh Kaiser Wilhelm II. dem Fußartillerie-Regiment Nr. 4 den Namen „Encke“. Nach ihm ist auch die 1912/13 erbaute Enckekaserne in Magdeburg benannt.